# Liste d'organisations civiles pour les droits des personnes intersexes

Le symbole utilisé par les associations de personnes intersexes.

Cet article est une liste des organisations civiles pour les droits des personnes intersexes. Des organisations civiles pour les droits des personnes intersexes existent depuis au moins le milieu des années 1980. Ils comprennent des groupes de soutien par les pairs et des organisations de défense actives sur les questions médicales et de santé intersexe, les droits des personnes intersexes, la reconnaissance juridique des personnes intersexes et le soutien des pairs et de la famille. Certains groupes, y compris les premiers, étaient ouverts aux personnes ayant des traits intersexes spécifiques, tandis que d'autres sont ouverts aux personnes ayant de nombreux types différents de traits intersexes.

## Histoire
Des organisations intersexes de soutien par les pairs et de défense des droits existent depuis au moins 1985, avec la création du Androgen Insensitivity Syndrome Support Group Australia en 1985 et l'Androgen Insensitivity Syndrome Support Group (Royaume-Uni) créé en 1988. L'Intersex Society of North America (en) (ISNA) a peut-être été l'une des premières organisations civiles intersexes à avoir été ouverte aux gens quel que soit le diagnostic. Elle a été active de 1993 à 2008. 
En mai 2019, plus de 50 organisations dirigées par des groupes intersexes ont signé une déclaration commune multilingue condamnant l'introduction du langage des « troubles du développement sexuel » dans la Classification internationale des maladies, déclarant que cela cause un « préjudice » et facilite les violations des droits de l'homme, appelant l'Organisation mondiale de la santé à publier une politique claire pour garantir que les interventions médicales intersexes sont « pleinement compatibles avec les normes relatives aux droits de l'homme »,,,,.

## Financement
Les organisations intersexes manquent de financement. Un rapport international sur The State of Trans* and Intersex Organizing du GATE et l'American Jewish World Service en novembre 2013 a révélé que, dans le monde, « un peu plus de 40 000 $ ont permis de résoudre des problèmes intersexes » en 2010. À cette époque, « 6 % de tous les financements consacrés aux droits de l'homme sont allés à la promotion des droits des LGBTI dans le monde (72,6 millions de dollars sur 1,2 milliard de dollars au total) ». 
La Astraea Lesbian Foundation for Justice a créé le premier Fonds pour les droits des personnes intersexes en 2015, afin de résoudre les problèmes de ressource,.

## Forums internationaux intersexes
On sait que les rassemblements internationaux ont commencé au milieu des années 1990, notamment une retraite de l'ISNA en 1996 qui a réuni des militants d'Amérique du Nord et de la Nouvelle-Zélande, ainsi qu'une université d'été organisée par OII-France en 2006. La retraite est documentée dans un court métrage intitulé Hermaphrodites Speak, et le film Intersexion, et l'université d'été dans un livre, A qui appartient nos corps? Féminisme et luttes intersexes,. 
Des forums internationaux intersexes ont eu lieu depuis 2011, organisés par l'International Lesbian, Gay, Bisexual, Trans and Intersex Association. Ces réunions ont rassemblé des militants intersexes et des organisations du monde entier, ce qui a débouché sur des déclarations conjointes sur les droits de l'homme et l'autonomie corporelle. La déclaration de Malte du troisième forum a appelé à la fin des pratiques de « normalisation », du dépistage prénatal et des avortements sélectifs, de l'infanticide et des meurtres, et de la stérilisation non consensuelle. Il a également formulé des recommandations sur les affectations sexuelles des enfants et des adultes intersexes,,,,.

## Liste des organisations intersexes
Cette liste contient à la fois des organisations dirigées par des groupes intersexes et quelques organisations alliées actives. 

### Afrique
- Intersex Afrique du Sud
- SIPD Uganda

### Asie
- Blue Diamond Society (Népal)
- Srishti Madurai (Inde)
- Oii-Chinese
- OII Russie

### Europe
- ILGA-Europe
- Organisation Internationale des Intersexes - Francophonie (OII francophone)
- Collectif intersexe activiste (France)
- Intersex UK
- InterAction Suisse (Suisse)
- Lambdaistanbul (Turquie)
- OII Europe
- Internationalen Vereinigung Intergeschlechtlicher Menschen (OII Allemagne)
- OII UK
- Zwischengeschlecht (Suisse / Allemagne)
- Genres Pluriels (Belgique)
- OII Russie

### Amérique latine
- Brújula Intersexual (Compas intersexe) (Mexique et Amérique latine)

### Amérique du Nord
- Accord Alliance (États-Unis)
- Brújula Intersexual (Compas intersexe)
- interACT, anciennement connu sous le nom de Advocates for Informed Choice (États-Unis)
- Intersex Society of North America (ISNA) (disparue)
- Organisation Internationale des Intersexes - Francophonie (Canada)
- Intersex Campaign for Equality (IC4E), anciennement OII-USA

### Océanie
- Groupe de soutien du syndrome d'insensibilité aux androgènes Australie (AISSGA)
- Intersex Human Rights Australia, anciennement OII Australia
- Intersex Trust Aotearoa New Zealand, également connu sous le nom de Intersex Awareness New Zealand

### International
- PORTE
- Association internationale des lesbiennes, des gays, des personnes bisexuelles, trans et intersexes (ILGA)
- Organisation internationale des intersexes (OII)

## Voir également
- Reconnaissance juridique des personnes intersexes
- Liste des organisations de défense des droits des LGBT